# أوغستين كودوك
أوغستين فريدريك كودوك (Augustin Frédéric Kodock)(1 مارس 1933-24 أكتوبر 2011م) كان سياسياً وأميناً عاماً لاتحاد شعوب الكاميرون من عام 1991م إلى عام 2011م. عمل في بنك التنمية الأفريقي خلال السبعينات. وبعد فترة قضاها كرئيس لشركة الخطوط الجوية الكاميرونية في متصف الثمانينات، شارك في بدايات السياسة التعددية في أوائل التسعينيات، وأصبح أميناً عاماً لاتحاد الوطنيين الكونغوليين. وإذا القينا الضوء على علاقته مع الرئيس بول بيا، لوجدنا أنه أمر بتعيينه في الحكومة كوزير للتخطيط والتنميو الإقليمية من عام 1992-1994م ثم أصبح وزيراً للزراعة من عام 1994-1997م. ثم بعد ذلك أعيد تعيينه مرة أخرى في منصب وزير الدولة للزراعة من عام 2002م -2004م، ثم وزيراً للتخطييط من 2004-2007م.

## وفاته
توفي كودوك ، الذي كان لا يزال أمينًا عامًا لاتحاد الوطنيين الكونغوليين ، في 24 أكتوبر 2011 عن عمر يناهز 78 عامًا. ودُفن في قرية أمي ، مسقط رأسه ، في 17 ديسمبر 2011.